# Milly Dandolo
Milly Dandolo, indicata anche come Milli Dandolo, all'anagrafe Emilia Dandolo (Milano, 4 gennaio 1895 – Milano, 27 settembre 1946), è stata una scrittrice, poetessa, traduttrice e giornalista italiana.

## Biografia

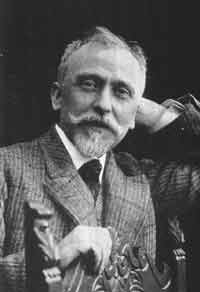
Luigi Bertelli (Vamba)

Nata a Milano nel 1895 da un'agiata famiglia di origine veneta, ebbe modo di manifestare il suo precoce talento già a quattordici anni, nel 1909, collaborando con Il passerotto, un supplemento del settimanale per bambini Il giornalino della Domenica, allora diretto dallo scrittore Luigi Bertelli, noto con lo pseudonimo di Vamba e autore del celebre Il giornalino di Gian Burrasca. Quattro anni dopo, nel 1913, l'editore Treves pubblicò il suo primo volume, Poesie, con prefazione dello stesso Vamba.

Giuseppe Fanciulli

Passata poi al genere narrativo, a lei più congeniale, seguendo anche quanto le aveva suggerito il nuovo direttore del Giornalino Giuseppe Fanciulli, pubblicò una serie di romanzi quali Il figlio del mio dolore (1921), È caduta una donna (1936), Croce e delizia, (1944) e alcuni libri dedicati ai ragazzi, improntati dalla formazione cattolica e conservatrice dell'autrice.
Fu anche collaboratrice di giornali e riviste, quali il quotidiano La Gazzetta del Popolo, il settimanale L'Illustrazione Italiana, il mensile La Lettura, e fu traduttrice. Tra le opere tradotte si ricordano i due celebri romanzi dello scrittore scozzese James Matthew Barrie: Peter Pan nei Giardini di Kensington e Peter e Wendy, editi in un solo volume dall'editore Bompiani nel 1939.
Dai suoi romanzi furono tratti due film, entrambi usciti nel 1941: È caduta una donna, diretto da Alfredo Guarini e La fuggitiva, del regista Piero Ballerini.
Malata, ma pur sempre attiva, morì nella città natale, a cinquantuno anni, nel 1946, lasciando il marito nonché collega Eugenio Gara e il figlio Giuliano. Riposa al Cimitero Monumentale di Milano.

## Opere

### Poesia
- Poesie. prefazione di Vamba, Milano, Fratelli Treves, 1913.
- La scatola armonica. Poesie per i ragazzi, presentazione di Giuseppe Fanciulli, Torino, Società Editrice Internazionale, 1951.

### Narrativa
- Il figlio del mio dolore, Milano, Fratelli Treves, 1921.
- La nostra notte, Milano, Bottega di Poesia, 1924.
- La storia dei martiri narrata al mio bambino, Torino, Società Editrice Internazionale, 1925.
- Il silenzio degli usignoli, Firenze, Salani, 1926.
- Uccelli senza nido, Firenze, Tipografia Enrico Ariani, 1926.
- Il dono dell'innocente, Milano, Fratelli Treves, 1926.
- Il dolore degli altri, Milano, Fratelli Treves, 1928.
- Tempo di amare, Milano, Fratelli Treves, 1929.
- Sette regni e una bambina, Firenze, Salani, 1930.
- Cuori in cammino, Torino, Società Editrice Internazionale, 1930.
- È caduta una donna, Milano, Fratelli Treves, 1936.
- La santa di Chantal, Roma, Sales, 1938.
- La fuggitiva, Milano, Rizzoli, 1939.
- L'angelo ha parlato, Verona, A. Mondadori, 1941.
- Terra in vista, Milano, A. Mondadori, 1942.
- Come agnelli fra i lupi, Milano, A. Mondadori, 1942.
- Romanzo di Anna, Milano, Rizzoli, 1942.

- Croce e delizia, Milano, A. Mondadori, 1944.
- Abbiamo veduto una stella, Milano, Garzanti, 1946.

### Traduzioni
- Jacques-Henri Bernardin de Saint-Pierre, Paolo e Virginia, traduzione dal francese di Milly Dandolo, Milano, Fratelli Treves, 1930.
- James Matthew Barrie, Peter Pan, tit. orig., Peter Pan in Kensington Gardens e Peter and Wendy, traduzione dall'inglese di Milly Dandolo, Milano, Bompiani, 1939.
- Katherine Mansfield, Lettere, traduzione dall'inglese di Milly Dandolo, Milano, A. Mondadori, 1941.
- Samuel Pepys, Il diario Samuel Pepys (1659-69), scelta e traduzione dall'inglese di Milly Dandolo, prefazione di Emilio Radius, Milano, Bompiani, 1941